# NJPW Invasion Attack
NJPW Invasion Attack fue un evento anual de pago por visión producido por la empresa de lucha libre profesional New Japan Pro-Wrestling. En 2017, el evento fue sustituido por Sakura Genesis y es considerado oficialmente como el mismo evento, y no uno completamente distinto.

## Fechas y lugares
| Evento                 | Fecha               | Lugar        | Estadio                                 | Asistencia | Evento principal                      |       |
| ---------------------- | ------------------- | ------------ | --------------------------------------- | ---------- | ------------------------------------- | ----- |
| Invasion Attack (2013) | 7 de abril de 2013  | Tokio, Japón | Ryōgoku Kokugikan                       | 8.200      | Hiroshi Tanahashi vs. Kazuchika Okada | [ 1 ] |
| Invasion Attack (2014) | 6 de abril de 2014  | 8.500        | Hiroshi Tanahashi vs. Shinsuke Nakamura | [ 2 ]      |                                       |       |
| Invasion Attack (2015) | 5 de abril de 2015  | 9.500        | A.J. Styles vs. Kota Ibushi             | [ 3 ]      |                                       |       |
| Invasion Attack (2016) | 10 de abril de 2016 | 9.078        | Kazuchika Okada vs. Tetsuya Naito       | [ 4 ]      |                                       |       |

## Resultados

### 2013
Invasion Attack 2013 tuvo lugar el 7 de abril de 2013 desde el Ryōgoku Kokugikan en Tokio, Japón.
- Time Splitters (Alex Shelley y KUSHIDA) (c) derrotaron a Apollo 55 (Prince Devitt y Ryusuke Taguchi) y retuvieron el Campeonato en Parejas Peso Pesado Júnior de la IWGP (10:42)
  - KUSHIDA cubrió a Taguchi después de aplicarle un «Leg Roll Clutch Hold».
  - Después de la lucha, Devitt atacó a Taguchi, cambiando a heel.
- Akebono, Hiroyoshi Tenzan, Manabu Nakanishi y Super Strong Machine derrotaron a Chaos (Bob Sapp, Takashi Iizuka, Tomohiro Ishii y Yoshi-Hashi) (10:00)
  - Nakanishi cubrió a Hashi después de aplicarle un «Diving Chop».
- Tama Tonga y El Terrible (c) derrotaron a La Máscara y Valiente y retuvieron el Campeonato Mundial en Parejas del CMLL (8:57)
  - Terrible cubrió a Valiente después de aplicarle un «Powerbomb».
- Masato Tanaka & Yujiro Takahashi derrotaron a Togi Makabe & Tomoaki Honma (10:41) 
  - Tanaka cubrió a Honma después de aplicarle un «Sliding D».
- Minoru Suzuki derrotó a Toru Yano (10:09)
  - Susuki cubrió a Yano después de aplicarle un «Gotch-Style Piledriver».
- Yuji Nagata & Hirooki Goto derrotaron a Kazushi Sakuraba & Katsuyori Shibata (11:32).
  - Nagata cubrió a Sakuraba después de aplicarle un «Referee Stop».
- Rob Conway (c) derrotó a Satoshi Kojima y retuvo el Campeonato Mundial Peso Pesado de la NWA (14:24) 
  - Conway cubrió a Kojima después de aplicarle un «Ego Trip.
- Shinsuke Nakamura (c) derrotó a Davey Boy Smith Jr. y retuvo el Campeonato Intercontinental de la IWGP (18:04)
  - Nakamura cubrió a Smith después de aplicarle un «Boma Ye.
- Kazuchika Okada derrotó a Hiroshi Tanahashi (c) y ganó el Campeonato Peso Pesado de la IWGP (31:41).
  - Okada cubrió a Tanahashi después de un «Rainmaker».

### 2014
Invasion Attack 2014 tuvo lugar el 6 de abril de 2014 desde el Ryōgoku Kokugikan en Tokio, Japón.
- The Young Bucks (Matt Jackson y Nick Jackson) (c) derrotaron a Shinsei Tag (El Desperado y Kota Ibushi) y retuvieron el Campeonato en Parejas Peso Pesado Júnior de la IWGP (11:48)
  - Matt cubrió a Desperado después de aplicarle un «More Bang For Your Buck».
- Kazushi Sakuraba, Yuji Nagata y Togi Makabe derrotaron a Minoru Suzuki, Taichi y Taka Michinoku (9:39)
  - Sakuraba cubrió a Taichi después de un «Sakuraba Lock».
- Hiroyoshi Tenzan y Satoshi Kojima derrotaron a Rob Conway y Jax Dane (c) y ganaron el Campeonato en Parejas de la NWA (10:36)
  - Tenzan cubrió a Dane después de un «Moonsault Press».
- Daniel Gracie y Rolles Gracie vencen a Toru Yano y Takashi Iizuka en un Wrestling vs. Jiu-Jitsu Mixed Martial Arts (6:56)
  - Daniel cubrió a Iizuka después de un «Cross Knee Lock».
- Ryusuke Taguchi derrotó a Prince Devitt (con The Young Bucks) (12:03)
  - Taguchi cubrió a Devitt después de un «Dodon The End».
  - Después de la lucha, Taguchi y Devitt se dieron la mano en señal de respeto.
  - Durante la lucha, The Young Bucks interfirieron a favor de Devitt, Sin embargo, cuando Devitt les dijo que no interfirieran ellos lo atacaron a traición.
  - Esta fue la última lucha de Devitt en la NJPW, antes de irse a la WWE.
- Chaos (Kazuchika Okada y YOSHI-HASHI) derrotaron a Bullet Club (Bad Luck Fale y Tama Tonga) (8:43)
  - Okada cubrió a Tonga después de un «Rainmaker».
  - Después de la lucha, A.J. Styles hace su debut atacando a Okada.
- Tomohiro Ishii (c) derrotó a Tetsuya Naito y retuvo el Campeonato de Peso Abierto NEVER (17:45)
  - Ishii cubrió a Naito después de un «Vertical-Drop Brainbuster».
- Bullet Club (Doc Gallows y Karl Anderson) (c) derrotaron a Meiyu Tag (Hirooki Goto y Katsuyori Shibata) y retuvo el Campeonato en Parejas de la IWGP (18:31)
  - Gallows cubrió a Goto después de un «Magic Killer».
- Shinsuke Nakamura derrotó a Hiroshi Tanahashi (c) y ganó el Campeonato Intercontinental de la IWGP (26:49)
  - Nakamura cubrió a Tanahashi después de un «Boma Ye».

### 2015
Invasion Attack 2015 tuvo lugar el 5 de abril de 2015 desde el Ryōgoku Kokugikan en Tokio, Japón.
- Yuji Nagata, Captain New Japan, Alex Shelley, KUSHIDA y Yohei Komatsu derrotaron a Manabu Nakanishi, Jushin Thunder Liger, Tiger Mask IV, Ryusuke Taguchi y Sho Tanaka (8:14)
  - Shelley cubrió a Tanaka después de un «Automatic Midnight».
- Hiroyoshi Tenzan, Satoshi Kojima y Tomoaki Honma vencen a Yujiro Takahashi, Tama Tonga y Cody Hall (9:26) 
  - Honma cubrió a Hall después de un «Kokeshi».
- Roppongi Vice (Rocky Romero & Baretta) derrotaron a The Young Bucks (Nick Jackson y Matt Jackson) (c) y ganaron el Campeonato en Parejas Peso Pesado Júnior de la IWGP (12:33)
  - Barreta cubrió a Matt después de un «Strong Zero».
- Kenny Omega (c) derrotó a Máscara Dorada y retuvo el Campeonato Peso Pesado Júnior de la IWGP (12:59)
  - Omega cubrió a Dorada después de un «Katayoku No Tenshi».
- The Kingdom (Michael Bennett y Matt Taven) (con Maria Kanellis) derrotaron a Bullet Club (Doc Gallows y Karl Anderson) (c) y ganaron el Campeonato en Parejas de la IWGP (9:41)
  - Bennett cubrió a Anderson después de un «Hail Mary».
  - Durante la lucha, Maria interfirió a favor del equipo de The Kingdom.
- Togi Makabe, Hirooki Goto y Tetsuya Naito derrotaron a Shinsuke Nakamura, Tomohiro Ishii y Yoshi-Hashi (13:49)
  - Goto cubrió a Nakamura después de un «Shouten Kai».
- Kazushi Sakuraba y Toru Yano derrotaron a Hiroshi Tanahashi y Katsuyori Shibata (10:51)
  - Sakuraba cubrió a Shibata después de un «Sakuraba Lock».
- Kazuchika Okada derrotó a Bad Luck Fale (15:59).
  - Okada cubrió a Fale después de un «Rainmaker».
- A.J. Styles (c) derrotó a Kota Ibushi y retuvo el Campeonato Peso Pesado de la IWGP (27:01).
  - Styles cubrió a Ibushi después de un «Styles Clash».

### 2016
Invasion Attack 2016 tuvo lugar el 10 de abril de 2016 desde el Ryōgoku Kokugikan en Tokio, Japón.
- Bullet Club (Bad Luck Fale y Yujiro Takahashi) derrotaron a Ryusuke Taguchi y Juice Robinson (3:45)
  - Fale cubrió a Robinson después de un «Bad Luck Fall».
- Satoshi Kojima, Yuji Nagata y Jushin Thunder Liger derrotaron a Toru Yano, Kazushi Sakuraba y Yoshi-Hashi (7:06)
  - Nagata cubrió a Hashi después de un «Backdrop Suplex Hold».
- Hirooki Goto y Tomohiro Ishii derrotaron a Los Ingobernables de Japón (Bushi & Evil) (10:36)
  - Ishi cubrió a Bushi después de un «con un Sliding Lariat».
- Roppongi Vice (Rocky Romero & Baretta) derrotaron a Matt Sydal y Ricochet (c) y ganaron el Campeonato en Parejas Peso Pesado Júnior de la IWGP (15:48)
  - Romero cubrió a Ricochet después de un «Strong Zero».
- KUSHIDA (c) derrotó a Will Ospreay y retuvo el Campeonato Peso Pesado Júnior de la IWGP (15:07)
  - KUSHIDA cubrió a Ospreay después de un «Hoverboard Lock».
- Hiroshi Tanahashi, Michael Elgin y Yoshitatsu derrotaron a The Elite (Kenny Omega, Matt Jackson & Nick Jackson) (c) y ganaron el Campeonato en Parejas de Peso Abierto 6-Man NEVER (14:46)
  - Elgin cubrió a Nick después de un «Avalanche-Style Elgin Bomb».
- Katsuyori Shibata (c) derrotó a Hiroyoshi Tenzan y retuvo el Campeonato de Peso Abierto NEVER (10:47)
  - Shibata cubrió a Tenzan después de un «PK».
- Guerrillas of Destiny (Tama Tonga y Tanga Loa) derrotaron a G.B.H. (Togi Makabe y Tomoaki Honma) (c) y ganó el Campeonato en Parejas de la IWGP (16:54)
  - Tonga cubrió a Honma después de un «Guerrilla Warfare».
- Tetsuya Naito (con Sanada) derrotó a Kazuchika Okada (con Gedo) (c) y ganó el Campeonato Peso Pesado de la IWGP (28:50).
  - Naito cubrió a Okada después de un «Destino».
  - Durante la lucha, Bushi, Evil y Sanada interfirieron a favor de Naito.
  - Después de la lucha, Los Ingobernables de Japón atacaron a Gedo y Okada.